# Franz Reiff (Maler)

Franz Reiff

Franz Reiff (* 12. Januar 1835 in Aachen; † 11. April 1902 ebenda) war ein deutscher Bildnis- und Historienmaler, der 1870 zum  Professor für Figuren- und Landschaftszeichnen der RWTH Aachen berufen wurde und durch sein Testament die Gründung des Reiff-Museums veranlasste. Das Reiff-Museum ist heute dem Lehrstuhl für Kunstgeschichte der RWTH Aachen zugeordnet.

## Werk

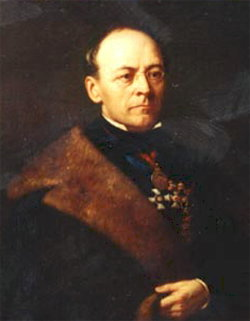
Friedrich Adolph Brüggemann, Gemälde von 1870

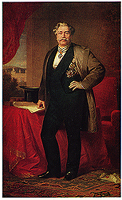
Friedrich Christian von Kühlwetter, Gemälde von 1870

In Reiffs Œuvre findet man viele Porträts und Gemälde von historischen Ereignissen, die oftmals einen moralisierenden Charakter besitzen. Er malte in der von seinem Lehrer Carl Theodor von Piloty vermittelten theatralischen und französisch-belgisch beeinflussten Malweise. Diese war wenig innovativ und entsprach meist den gültigen akademischen Regeln. Neuerungen in der Malerei oder Experimente sind in seinen Werken nicht zu finden.
Namentlich bekannt sind 20 Gemälde und mehrere größere Skizzen zu historischen Gemälden.
1. Kirchenstrafe einer Gefallenen
2. Porträt S. M. des Deutschen Kaisers Wilhelm I., nach dem Leben gemalt
3. Mutterglück
4. Auffindung des Moses
5. Königin Augusta
6. Waldnymphe
7. Die Edelfräulein
8. Hofrat Brüggemann
9. Friedrich von Kühlwetter
10. Nach dem Gewitter
11. Königin Marie von Bayern
12. Faun, eine Nymphe verfolgend
13. Friedrichshafen am Bodensee
14. Stillleben
15. Opfer des Irrewahns
16. Herrenchiemsee, Landschaftsstudie
17. Konradin erhält beim Schachspiel sein Todesurteil
18. Selbstporträt
19. Lebensgroßes Porträt = Studienkopf Kaiser Wilhelms I., nach der Natur gemalt
20. Mutter des Künstlers
21. Kleine Nachbarin